# Lichenomima sparsa
Lichenomima sparsa är en insektsart som först beskrevs av Hagen 1861.  Lichenomima sparsa ingår i släktet Lichenomima och familjen Myopsocidae. Inga underarter finns listade i Catalogue of Life.